# La grande sfida (programma televisivo)
La grande sfida è stato un programma televisivo italiano, trasmesso da Canale 5 per due edizioni dal 2 ottobre 1992 al 1994, il venerdì sera alle 20:45.

## Il programma
Il pubblico è direttamente coinvolto nello show, invitato a sfidare i campioni in gara, in prove di forza, abilità e memoria. 
Il programma proponeva vari spazi: La sfida senza rivali, dove un campione internazionale si esibisce nella sua specialità, un momento dedicato a personaggi insoliti e curiosi, Il guinness dei primati, dove un concorrente tenta di battere un record impresso nel libro dei Guinness. 
Ogni puntata offriva una gara sportiva spettacolare, girata in esterna, sotto gli occhi dei conduttori Gerry Scotti e Ramona Dell'Abate. In questa prima edizione era presente una giovanissima Natasha Stefanenko, al suo debutto televisivo in Italia. 
La seconda edizione, andata in onda nell'autunno del 1993, vedeva la formula del programma sostanzialmente invariata, mentre Gerry Scotti è stato affiancato da Nino Frassica e una giovanissima Valeria Marini.
Per il Capodanno 1993 fu proposta una serata dal titolo Capodanno con La grande sfida, registrata all'interno dello stesso studio, con lo stesso cast del programma a festeggiare l'inizio dell'anno nuovo. 
La sigla iniziale per entrambe le edizioni, era un brano di Vince DiCola dal titolo War, tratta dal film Rocky IV, mentre la sigla di coda della seconda edizione (1993-1994) era Angelo o diavolo, cover con testo in italiano di Heart of Glass dei Blondie, cantata da Valeria Marini (rimasta inedita su disco).
Il programma fu tacciato dalla stampa di essere una fotocopia del varietà RAI Scommettiamo che...?.